# Das Capland
Das Capland war eine Wochenzeitung in Kapstadt von 1883 bis 1888.

## Geschichte
Bereits Anfang Januar 1883 warb der Münchner Annoncenvertreter Rudolf Mosse  in deutschen Zeitungen für  die geplante neue Zeitung Das Capland  und für Inserate in dieser.
Am 31. März 1883 erschien die erste Ausgabe in Kapstadt durch die Verleger Karl Adolf Braun und Hermann Heinrich Max Michaelis. Sie war die einzige deutschsprachige Zeitung in Südafrika in dieser Zeit.
Sie informierte vor allem über das Leben und die Interessen der Deutschen in der Region   und wollte ein Austauschportal für diese sein. Die Zeitung  enthielt auch Nachrichten aus Deutschland und zu weiteren Themen. 
Vom 26. Oktober 1888 ist die letzte Ausgabe bekannt.